# Octopoteuthis sicula
Octopoteuthis sicula är en bläckfiskart som beskrevs av Eduard Rüppell 1844. Octopoteuthis sicula ingår i släktet Octopoteuthis och familjen Octopoteuthidae. Inga underarter finns listade i Catalogue of Life.